# 斯拉夫納 (利波韋茨區)
49°16′32″N 29°2′42″E / 49.27556°N 29.04500°E
斯拉夫納（烏克蘭語：Славна），是烏克蘭的村落，位於該國西南部文尼察州，由文尼察區負責管轄，始建於1801年，面積1.39平方公里，海拔高度250米，2001年人口514，人口密度每平方公里370.58人。